# کایک (شهر)
کایک (به هلندی: Cuijk) یک شهرستان در هلند است که در برابانت شمالی واقع شده‌است. کایک ۱۲ متر بالاتر از سطح دریا واقع شده‌است.

## نگارخانه

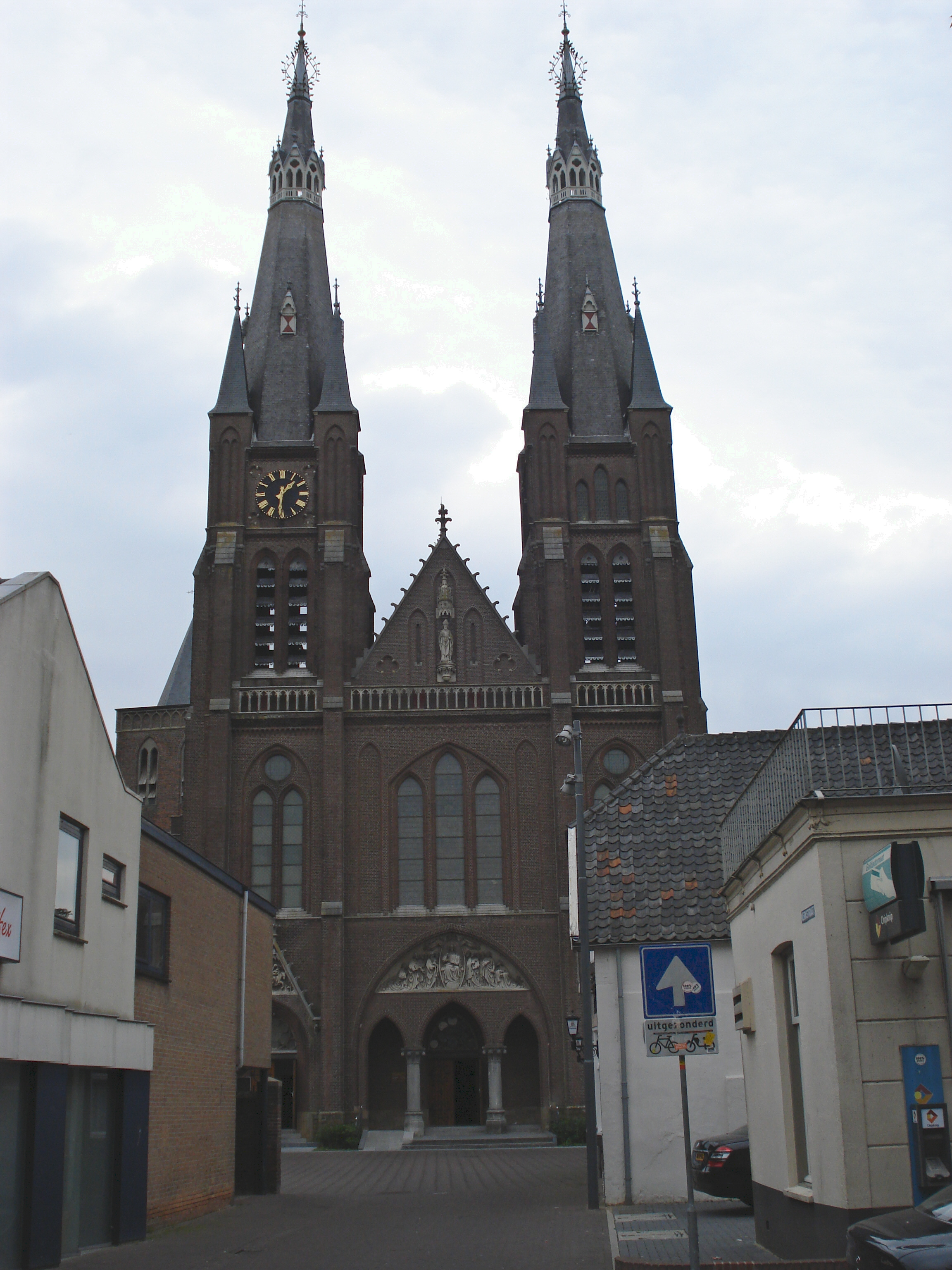
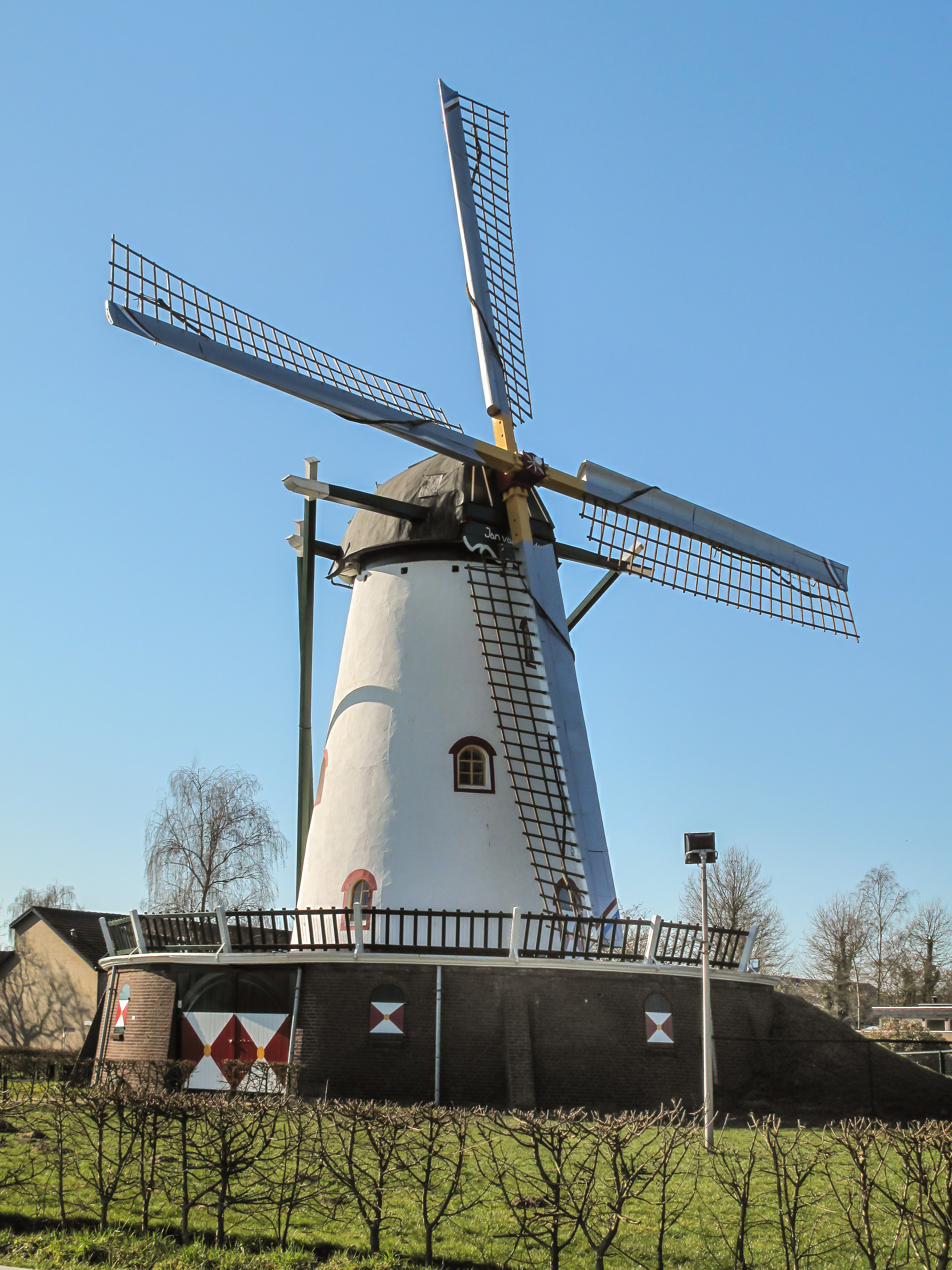
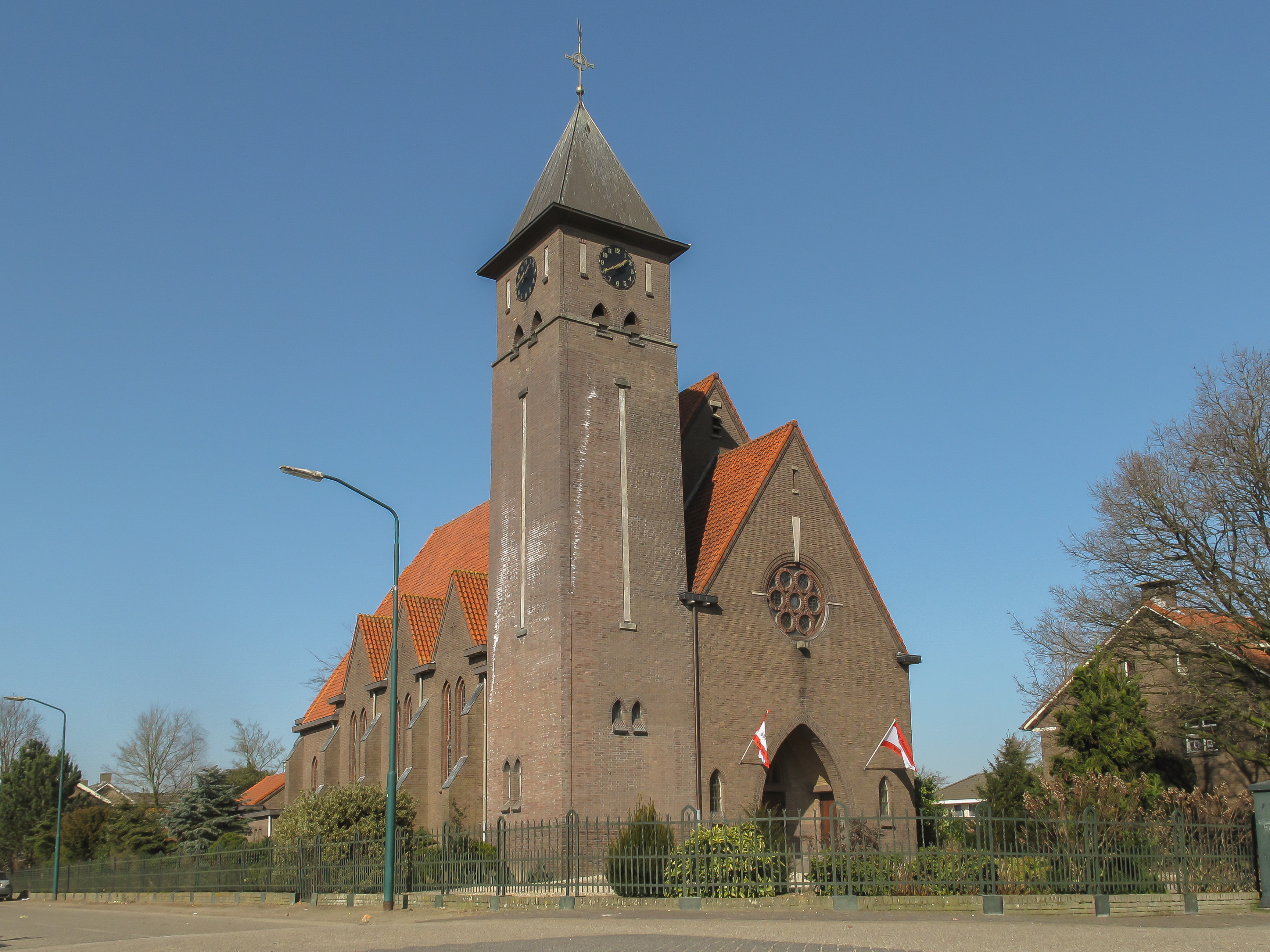